# Alsobia chiapensis
Alsobia chiapensis (лат.) — вид травянистых растений рода Альсобия (Alsobia) семейства Геснериевые (Gesneriaceae). До описания была известна среди любителей комнатных растений как Alsobia sp. ‘Chiapas’. Описание вида сделано в 2014 году.

## Распространение и экология
Эндемик штата Чьяпас (Мексика). Эпилит, произрастает на карстовых скалистых утёсах в листопадном тропическом лесу на высоте 400—1350 метров над уровнем моря. Растёт в трещинах скал, в том числе на почти вертикальных каменных склонах.
В местах произрастания древесная растительность представлена видами: Acaciella angustissima, Acacia spp. (Fabaceae), Bursera ariensis, B. simaruba (Burseraceae), Cochlospermum vitifolium (Cochlospermaceae), Comocladia guatemalensis (Anacardiaceae), Clusia sp. (Clusiaceae), Hauya elegans (Onagraceae), Ficus insipida (Moraceae) и Pseudobombax ellipticum (Bombacaceae), образующими полог высотой 6—12 метров на менее крутых склонах. Травянистые растения представлены Agave grijalvensis (Agavaceae), Anthurium schlechtendalii, A. huixtlense (Araceae), Cnidoscolus aconitifolius (Euphorbiaceae), Hechtia glomerata (Bromeliaceae) и Opuntia sp. (Cactaceae).

## Ботаническое описание
Ползучее многолетнее кустовидное растение, образующее столоны. Стебли круглые в сечении. Цветущие стебли высотой 14—45 см, диаметром 4—8 мм. Стебли, листья с обеих сторон, цветоносы и чашечки покрыты войлочным опушением; волоски многоклеточные, белые, длиной 0,5—1 мм. Листья супротивные, собраны на концах побегов. Листовая пластинка размером 3,5—13.5 × 2—6.6 см, эллиптическая, несколько мясистая у живого растения, бумажистая на гербарном образце. Верхняя поверхность тёмно-зелёная с редкими короткими железистыми волосками среди прижатого к поверхности листа опушения. Нижняя сторона листа серо-зелёная с густо расположенными короткими железистыми волосками среди опушения. Боковых жилок 4—5 с каждой стороны, они выступают с нижней стороны листа. Края листа пильчатые, кончик листа заострённый. Длина черешка 0,7—3 см.
Цветки одиночные, пазушные, на коротких цветоносах (длиной 5—10 мм). Чашелистики длиной до 10 мм, от ланцетных до овальных. Венчик цветка воронковидный, длиной 3—4 см, белый или бледно-зелёный, вздутый книзу. Лепестки с пурпурным крапом, опушённые с наружной стороны, голые внутри, бахромчатые по краю, длина выростов достигает 5 мм. Верхние и боковые лепестки примерно одинакового размера, нижний крупнее. Тычинок 4, свободные, длиной около половины длины трубки; пыльники жёлтые, длиной около 0,8 мм. Столбик длиной около половины длины трубки, голый. Завязь округлая, опушённая.
Окраска цветка демонстрирует определённую изменчивость. Среди культивируемых растений известно два варианта окраски: (1) белые цветки с очень редким крапом, и (2) с явно выраженным жёлтым оттенком и небольшим количеством пятен на верхних лепестках.
Плод размером 8—10 мм, шаровидный или широкояйцевидный, опушённый. Растение цветёт с апреля по июль, плодоношение в августе.

## В культуре
Выращивается как комнатное растение, но считается редким видом в культуре.
Джон Богган (John Boggan) осуществил скрещивание данного вида с альсобией точечной (Alsobia punctata), главным образом для выяснения степени родства между этими видами. Созданный им гибрид не получил распространения в культуре и, возможно, исчез. Гибрид отличается раскидистой кустовидной формой, требует прохладной зимовки с ярким освещением и закладывает большое количество бутонов в условиях короткого дня.